# TOI TOI Cup 2014-2015
De TOI TOI Cup 2014-2015 begon op 27 september 2014 met de Cyclocross van Loštice en eindigde op 10 januari 2015 met het Tsjechisch kampioenschap veldrijden in Slaný. Sinds 2008 wordt het evenement gesponsord door TOI TOI sanitarni systemy. De Tsjech Tomáš Paprstka is titelverdediger. Deze editie werd gewonnen door Jakob Skála, die drie manches won.

## Kalender
| Datum      | Locatie                                             | Cat. | Winnaar       | Tweede         | Derde          | Leider in het klassement  |
| ---------- | --------------------------------------------------- | ---- | ------------- | -------------- | -------------- | ------------------------- |
| 27/09/2014 | Loštice – Cyclocross Loštice                        | C2   | Michael Boroš | Jakub Skála    | Adam Ťoupalík  | Michael Boroš             |
| 04/10/2014 | Louny – Cyclocross Louny                            | C2   | Jakub Skála   | Michael Boroš  | Tomáš Paprstka | Michael Boroš Jakub Skála |
| 11/10/2014 | Uničov – Cyclocross Uničov                          | C2   | Michael Boroš | Jakub Skála    | Vojtěch Nipl   | Michael Boroš             |
| 01/11/2014 | Hlinsko – Cyclocross Hlinsko                        | C2   | Jakub Skála   | Vojtěch Nipl   | Tomáš Paprstka | Jakub Skála               |
| 15/11/2014 | Holé Vrchy – Cyclocross Holé Vrchy                  | C2   | Vojtěch Nipl  | Jakub Skála    | Michael Boroš  | Jakub Skála               |
| 06/12/2014 | Kolín – Cyclocross Kolín                            | C2   | Jakub Skála   | Tomáš Paprstka | Michael Boroš  | Jakub Skála               |
| 13/12/2014 | Milovice – Cyclocross Milovice                      | C2   | Michael Boroš | Jakub Skála    | Adam Ťoupalík  | Jakub Skála               |
| 10/01/2015 | Slaný – Cyclocross Slaný (Tsjechisch kampioenschap) | CN   | Adam Ťoupalík | Vojtěch Nipl   | Michael Boroš  | Jakub Skála               |

## Eindklassement
| Plaats | Naam             | Ploeg                      | Punten |
| ------ | ---------------- | -------------------------- | ------ |
| Goud   | Jakub Skála      | ČEZ Cyklo Team Tábor       | 233    |
| Zilver | Michael Boroš    | ČEZ Cyklo Team Tábor       | 230    |
| Brons  | Tomáš Paprstka   | Remerx-Merida Team Kolín   | 205    |
| 4      | Vladimír Kyzivát | Johnson Controls           | 201    |
| 5      | Emil Hekele      | Stevens Bikes-Emilio Sport | 186    |
| 6      | Matěj Lasák      | Max Cursor                 | 174    |
| 7      | Vojtěch Nipl     | Puskinak.cz                | 165    |
| 8      | Michal Malík     | Nilfisk Alto               | 163    |
| 9      | David Kníže      | Prodoli                    | 120    |
| 10     | Adam Ťoupalík    | BKCP-Powerplus             | 113    |

 Cyclocross Loštice · 
 Cyclocross Louny · 
 Cyclocross Uničov · 
 Cyclocross Hlinsko · 
 Cyclocross Holé Vrchy · 
 Cyclocross Kolín · 
 Cyclocross Milovice · 
 Tsjechisch kampioenschap
Kampioenschappen:  Wereldkampioenschappen · 
 Europese kampioenschappen · 
 Belgische kampioenschappen · 
 Nederlandse kampioenschappen
Klassementen:  Wereldbeker · 
 Superprestige · 
 Bpost bank trofee · 
 EKZ CrossTour · 
 TOI TOI Cup ·
 Coupe de France ·
 National Trophy Series ·
 Giro d'Italia Ciclocross
Overig:  Soudal Classics
2001-2002 · 2002-2003 · 2003-2004 · 2004-2005 · 2005-2006 · 2006-2007 · 2007-2008 · 2008-2009 · 2009-2010 · 2010-2011 · 2011-2012 · 2012-2013 · 2013-2014 · 2014-2015 · 2015-2016 · 2016-2017 · 2017-2018 · 2018-2019 · 2019-2020 · 2020-2021 · 2021-2022 · 2022-2023 · 2023-2024 · 2024-2025